# Tableau des médailles des Jeux paralympiques d'hiver de 2022

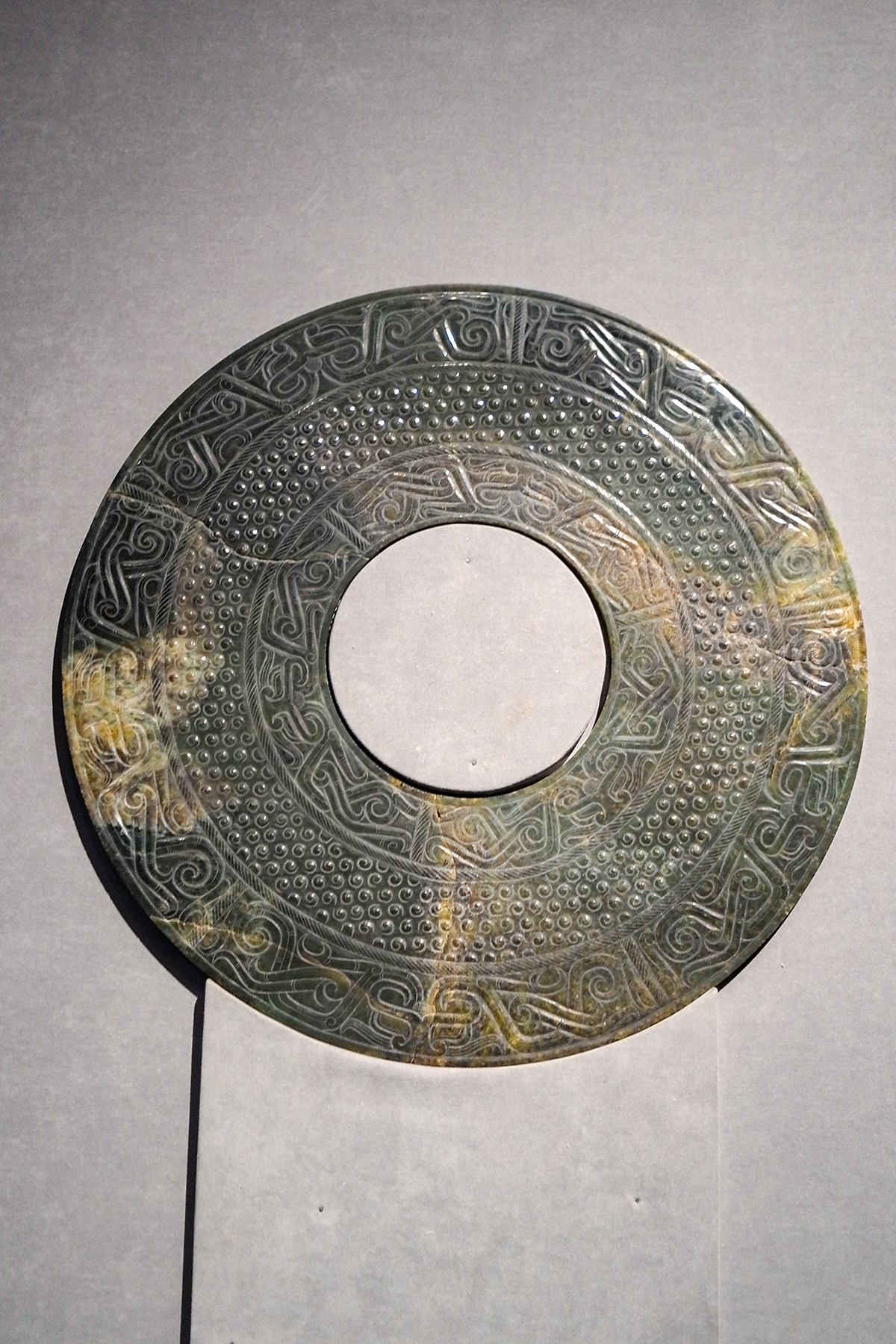
Un disque de jade de l'État de Lu exposé au musée de Zhengzhou.

Le tableau des médailles des Jeux paralympiques d'hiver de 2022 donne le classement des nations par nombre de médailles d'or, d'argent et de bronze remportées aux Jeux paralympiques d'hiver de 2022, qui se tiennent du 4 mars au 13 mars 2022 à Pékin, en Chine.

## Médaille
Les médailles de ces Jeux sont dénommées « Tong Xin », traduit par « Ensemble nous ne formons qu’un » : inspirées des anciens pendentifs chinois en jade, l’anneau de forme concave présente cinq cercles en référence aux cinq anneaux olympiques qui unifie les peuples à travers le monde.
Les différences avec les médailles des jeux olympiques sont :
- Le centre du recto des médailles paralympiques d'hiver est gravé du logo du Comité international paralympique (CIP) et entouré des mots «Beijing 2022 Paralympic Winter Games» en anglais en lettres gravées et perles en braille.
- L'emblème de Beijing 2022 est gravé au centre au dos des médailles, et le nom chinois complet des Jeux paralympiques d'hiver de Beijing 2022 est gravé autour.

## Tableau des médailles
Le tableau du classement des médailles par pays se fonde sur les informations fournies par le Comité international paralympique (IPC) et est en concordance avec la convention de l'IPC relative aux classements des médailles. Par défaut, c’est le classement suivant le nombre de médailles d'or remportées par pays (à savoir une entité nationale représentée par un Comité national paralympique) qui prévaut. À nombre égal de médailles d'or, c'est le nombre de médailles d'argent qui est pris en considération. À nombre égal de médailles d'argent, c'est le nombre de médailles de bronze qui départage deux nations. En cas d’égalité, toutes médailles confondues, les nations occupent le même rang dans le classement et sont listées par ordre alphabétique.
Il y a en tout 88 épreuves. Le nombre total de médailles en or, argent et bronze peut être différent car plusieurs médailles du même métal peuvent être remises lorsque des athlètes finissent ex æquo.
- Pays organisateur (Chine)

| Rang  | Nation           | Or | Argent | Bronze | Total |
| ----- | ---------------- | -- | ------ | ------ | ----- |
| 1     | Chine            | 18 | 20     | 23     | 61    |
| 2     | Ukraine          | 11 | 10     | 8      | 29    |
| 3     | Canada           | 8  | 6      | 11     | 25    |
| 4     | France           | 7  | 3      | 2      | 12    |
| 5     | États-Unis       | 6  | 11     | 3      | 20    |
| 6     | Autriche         | 5  | 5      | 3      | 13    |
| 7     | Allemagne        | 4  | 8      | 7      | 19    |
| 8     | Norvège          | 4  | 2      | 1      | 8     |
| 9     | Japon            | 4  | 1      | 2      | 7     |
| 10    | Slovaquie        | 3  | 0      | 3      | 6     |
| 11    | Italie           | 2  | 3      | 2      | 7     |
| 12    | Suède            | 2  | 2      | 3      | 7     |
| 13    | Finlande         | 2  | 2      | 0      | 4     |
| 14    | Grande-Bretagne  | 1  | 1      | 4      | 6     |
| 15    | Nouvelle-Zélande | 1  | 1      | 2      | 4     |
| 16    | Pays-Bas         | 0  | 3      | 1      | 4     |
| 17    | Australie        | 0  | 0      | 1      | 1     |
| 17    | Kazakhstan       | 0  | 0      | 1      | 1     |
| 17    | Suisse           | 0  | 0      | 1      | 1     |
| Total | Total            | 78 | 78     | 78     | 234   |